# 야무진 고양이는 오늘도 우울
야무진 고양이는 오늘도 우울(일본어: デキる猫は今日も憂鬱, The Masterful Cat Is Depressed Again Today)는 야마다 히츠지가 쓰고 그린 일본 만화 시리즈이다. 2018년 8월부터 니코니코 세이가 웹사이트의 고단샤 스이요비노 시리우스 온라인 만화 섹션에서 연재를 시작했으며, 2021년 10월부터 월간 소년 시리우스에도 연재되고 있다. GoHands가 제작한 애니메이션 TV 시리즈 각색은 2023년 7월부터 9월까지 방영되었다.

## 구성
젊은 직원 사쿠는 몸집도 크고 특별한 고양이 유키치와 단둘이 살고 있다. 유키치는 사실 매우 똑똑하고 집과 여주인을 돌보기 위해 최선을 다하지만, 반대로 성실하지 않고 자신과 집을 소홀히하는 습관이 있다.